# Sisir
Sisir is een bestuurslaag in het regentschap Batu van de provincie Oost-Java, Indonesië. Sisir telt 18.540 inwoners (volkstelling 2010).